# Gare d'El Eulma
La gare d'El Eulma est une gare ferroviaire algérienne située sur le territoire de la commune d'El Eulma, dans la wilaya de Sétif.

## Situation ferroviaire
La gare est située au sud de la ville d'El Eulma, sur la ligne d'Alger à Skikda où elle est précédée de la gare de Sétif et suivie de celle de Bir El Arch.

## Service des voyageurs

### Desserte
La gare d'El Eulma est desservie par les trains grandes lignes des liaisons :
- Alger - Annaba[1] ;
- Alger - Tébessa[2].